# Evangelischer Medienverband in Deutschland

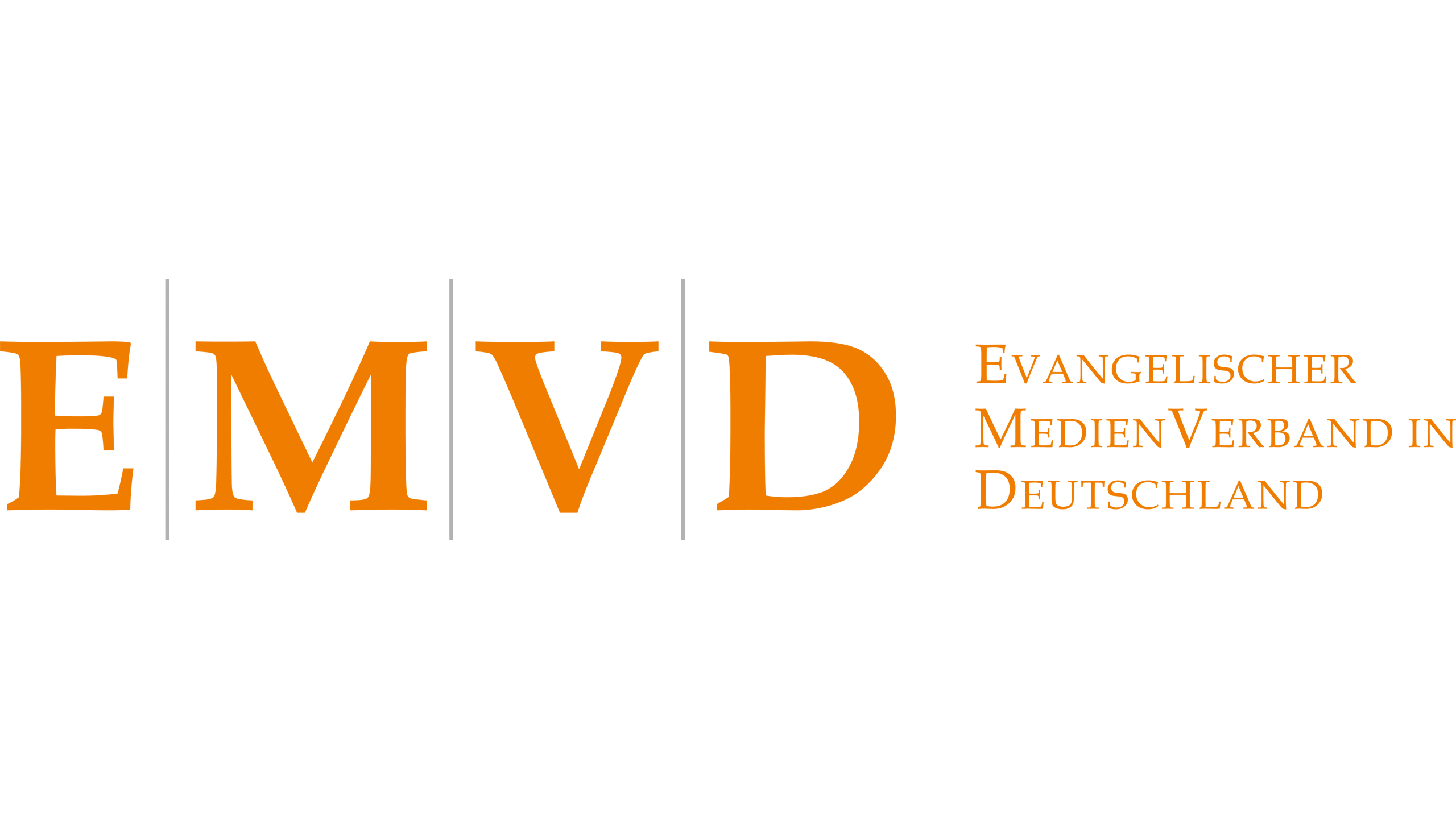
Logo des Evangelischen Medienverband Deutschland

Der Evangelische Medienverband in Deutschland (EMVD) ist ein Zusammenschluss von Verlagen, Medien- und Presseverbänden, Buchhandlungen, Büchereien und kirchlichen Trägern publizistischer Organe. Der EMVD hat seinen Sitz im Gemeinschaftswerk der Evangelischen Publizistik (GEP), das auch mit der Geschäftsführung des Verbandes beauftragt ist.

## Geschichte und Aufgaben
Der EMVD ist 2005 gegründet worden und hat unter anderem auch die ehemalige Konferenz Evangelischer Medien- und Presseverbände (KEMPV) sowie die Fachkonferenz Buch und Zeitschriften im Gemeinschaftswerk der Evangelischen Publizistik abgelöst. Im EMVD haben sich derzeit rund 40 Presseverbände, Medienhäuser, Verlage und Buchhandlungen organisiert.
Die fachliche Arbeit wird in den sechs Fachgruppen Verleger, Chefredaktion, Marketing/Vertrieb, Digitales, Buch und elektronische Medien geleistet.
Der Verband setzt sich für die mediale Verbreitung christlicher Werte ein und fördert die Herausgabe von Medien der evangelischen Publizistik. Er fördert die Zusammenarbeit der Mitglieder und berät sie. Der Verband vertritt seine Mitglieder nach außen. Er führt Weiterbildungen und Fachtagungen durch und präsentiert die Arbeit der Mitglieder auf Messen, Synoden und Kirchentagen.

## Mitglieder
- Arbeitsgemeinschaft Evangelischer Rundfunk e.V. (aer), Kassel
- aserto, Hannover
- Bremische Evangelische Kirche, Bremen
- Burckhardthaus Laetare, München
- Christusbruderschaft Selbitz, Selbitz
- Deutsche Evangelische Arbeitsgemeinschaft für Erwachsenenbildung (DEAE) e.V., Münster
- Deutsche Bibelgesellschaft, Stuttgart
- Diakonie Deutschland – Evangelischer Bundesverband Evangelisches Werk für Diakonie und Entwicklung e.V., Berlin
- EB-Verlag, Berlin
- Edition Ruprecht, Göttingen
- Evangelische Akademikerschaft (EAiD) e.V., Vaihingen / Enz
- Evangelische Gemeindepresse GmbH, Stuttgart
- Evangelische Verlagsanstalt GmbH, Leipzig
- Evangelischer Kirchenfunk Niedersachsen-Bremen GmbH (ekn), Hannover
- Evangelischer Medienverband in Sachsen e.V., Leipzig
- Evangelischer Presseverband für Bayern e.V. (EPV), München
- Evangelischer Presseverband Norddeutschland GmbH (EPN), Hamburg
- Evangelischer Presseverband für Westfalen u. Lippe e.V., Bielefeld
- Evangelischer Presseverband in der Pfalz e.V., Speyer
- Evangelischer Presseverband in Mitteldeutschland e.V., Magdeburg
- Evangelischer Presseverband von Kurhessen-Waldeck e.V.; Hofgeismar
- Evangelischer Verlag Stuttgart GmbH
- Evangelisches Literaturportal, Göttingen
- Gerth Medien GmbH (SCM Verlagsgruppe), Asslar
- Gütersloher Verlagshaus (Verlagsgruppe Random House GmbH), Gütersloh
- MEDIENHAUS der EKHN GmbH, Frankfurt/M.
- Missionshilfe Verlag, Hamburg
- m-public Medien Services GmbH, Berlin
- ruach.jetzt GmbH, Trier
- SCM Verlagsgruppe GmbH, Witten
- Tobias Greilich Verlag GmbH & Co. KG, Ortenberg
- Verband Evangelischer Publizistik Niedersachsen-Bremen GmbH (VEP), Hannover
- Verein zur Förderung der entwicklungspolitischen Publizistik e.V. (VFEP), Frankfurt/M.
- v. Bodelschwinghsche Stiftungen Bethel, Bielefeld
- Wartburg Verlag GmbH, Weimar
- Wichern-Verlag GmbH, Berlin
- zeitzeichen gGmbH, Bielefeld
- Zeitschriftenredaktion der Evangelisch-methodistischen Kirche, Frankfurt/M.
- Zentrum für Kommunikation, Evangelische Landeskirche in Baden, Karlsruhe

(Stand 2023)

## Vorstand
Vorsitzender des Verbandes ist Dr. Roland Gertz (Evangelischer Presseverband für Bayern, München). Stellvertreterin ist Dr. Reinhilde Ruprecht (Edition Ruprecht, Göttingen). Außerdem gehören dem Vorstand an: Frank Zeithammer (Evangelische Gemeindepresse, Stuttgart) und Ariadne Klingbeil als Kaufmännische Geschäftsführerin des Gemeinschaftswerkes der Evangelischen Publizistik (GEP, Frankfurt/M.). (Stand 2024)